# Mihaela Stănculescu-Vosganian
Mihaela Stănculescu-Vosganian (* 7. Mai 1961 in Ploiești) ist eine rumänische Komponistin.
Mihaela Stănculescu-Vosganian studierte bis in Bukarest am Konservatorium Ciprian Porumbescu bei Myriam Marbe. Danach unterrichtete sie an den Musikschulen von Giurgiu und Ploiești und am Musiklyzeum Dinu Lipatti in Bukarest (1990–91), seit 1991 ist sie Professorin für Kontrapunkt an der Nationalen Musikuniversität Bukarest.
Seit 1990 ist sie Mitglied der rumänischen Komponistenunion, seit 1995 der International Alliance for Women in Music, seit 1999 der International Society for Contemporary Music (ISCM) und leitet seit 2001 die Asociația Română a Femeilor în Artă (ARFA). Sie gründete die Gruppe für zeitgenössische Musik und Tanz INTER-ART, mit der sie Tourneen durch die USA (1998), Italien (2001) und die Schweiz (2002) unternahm.
Für ihre Werke erhielt sie u. a. zweimal den Preis des Kompositionswettbewerbs Gheorghe Dima (1984 und 1985), den Preis der rumänischen Komponistenunion (1986), den Preis des International Composers Workshop in Amsterdam (1994), den Kompositionspreis des International New Music Consortium (INMC) (1998) und den Preis Santa Cecilia Alba Adriatica (1999).
2000 promovierte sie mit einer Arbeit über polyphone Strukturen in den Werken rumänischer Komponisten in der zweiten Hälfte des 20. Jahrhunderts.

## Werke
- Evolutiv für Kontrabass, 1985
- Metamorphoses II für Flöte und Tonband, 1985
- Zamolxe, Kammerkantate für Horn, Klavier und Schlagzeug, 1986
- Sonata für Klavier und Fagott, 1986
- Cercul de sticlă, Ballett, 1986
- 1. Sinfonie für drei Instrumentengruppen und Streichorchester, 1987
- Konzert für Klarinette und Orchester, 1988
- Interferențe indice für Harfe und Schlagzeug, 1988
- De-a v-ați ascunselea für gemischten Chor, 1988
- Trio für Klavier, Violine und Fagott, 1990
- Sonata für Klarinette, 1990
- Hyposthasis, Variationen für Orchester, 1990
- Filmmusik zu Pasaj, 1990
- Ego-Visions für Orchester, 1992
- Contrastes für Saxophon, Schlagzeug und Klavier, 1993
- Armenian Interferences für Mezzosopran, Klarinette und Streichquartett, 1994–95
- Parallel times, 2. Sinfonie für Orgel, Schlagzeug und Streichorchester, 1994–95
- Interferențe africane für Schlagzeug, 1995
- Intro, Fugato and Synthesis für Orgel, 1995
- Symmetries für Ensemble, 1995
- Reverberations für Posaune und Schlagzeug, 1996
- Konzert für Saxophon und Orchester, 1997
- Sax-Suggestions für Sopran-, Alt- und Baritonsaxophon, 1998
- Credo für gemischten Chor, 1998
- Esences, Konzert für Flöte(n) und Orchester, 1999
- Un'altra Ciaccona für Violine, 2001
- Inter-Flutes für Flöte und Panflöte, 2000
- Dialogue für Posaune und Saxophon, 2000
- Mega-Dialogue für Saxophon und Bläserorchester, 2001–02
- Monologue für Posaune, 2002

## Schriften
- Modalități tehnico-expresive ale saxofonului în creații românești concertante, Bukarest: Editura Muzicală, 2002
- Tipologii polifonice în muzica românească contemporană, Bukarest: Editura Muzicală, 2002